# Unión de Universidades de América Latina y el Caribe
La Unión de Universidades de América Latina y el Caribe (UDUALC) es un organismo internacional que busca promover las relaciones entre las instituciones de educación superior de  América Latina y el Caribe, y de éstas con otros organismos internacionales. El eje rector de la organización es la defensa de la autonomía universitaria en términos de organización académica y administrativa. Sus objetivos principales son impulsar la integración de América Latina y el Caribe, mejorar la calidad de la educación superior y fomentar la responsabilidad social dentro de las universidades. Actualmente la UDUALC es un organismo no gubernamental de asesoría y consulta en el cual se encuentran afiliadas aproximadamente 230 Instituciones de Educación Superior, tanto públicas como privadas de 21 países latinoamericanos.

## Historia
El origen de la UDUALC se inserta dentro del contexto de los movimientos universitarios mundiales que se presentaron a finales de la década de 1940, que buscaban el intercambio y la cooperación académica. A partir de la  Reforma Universitaria de Córdoba en Argentina (1918), en América Latina se inició un movimiento que tuvo como principios la autonomía, la responsabilidad social de las universidades y el cogobierno. El resultado fue el diálogo entre distintas universidades así como una serie de reformas dentro de ellas. 

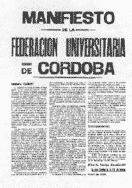
Manifiesto de la Reforma Universitaria de Córdoba, 1918

En la década de 1930 se promovieron varias iniciativas con el objetivo de impulsar la coordinación de actividades académicas y educativas entre las universidades nacionales y servir como mediadores y órganos de consulta. Entre estas iniciativas estaba la creación de la Asociación Internacional de Universidades (1930) que más tarde se convertiría en la Oficina Internacional de Universidades; la Oficina de Informaciones Pedagógicas Universitarias (1931); la organización de los Congresos Universitarios; el Consejo Universitario Internacional (1947) propuesto por  Comité General de la II Asamblea de la UNESCO; y por último, el Congreso de Universidades Latinoamericanas (1947) impulsado por el Instituto de Relaciones e Investigaciones Universitarias de Santiago de Chile. 

En el Primer Encuentro Centroamericano de Universidades celebrado en San Salvador en 1948 se constituyó el Consejo Universitario de Centro América, en el que se acordó la construcción coordinada para un desarrollo universitario público subregional y se convocó a un congreso universitario latinoamericano que se realizó el siguiente año en Guatemala, cuya sede fue la  Universidad de San Carlos. A este evento asistieron los rectores de las principales universidades de América Latina, los representantes de algunas universidades de Estados Unidos y de Europa, los delegados de la Organización de las Naciones Unidas para la Educación, la Ciencia y la Cultura  (UNESCO), así como de la Organización de los Estados Americanos  (OEA). El resultado más importante de este congreso fue el nacimiento de la “Unión de Universidades Latinoamericanas”, el 22 de septiembre de 1949, aunque más tarde cambió su nombre por el de “Unión de Universidades de América Latina y el Caribe” que tenía como finalidad:

Promover el mejoramiento de las universidades latinoamericanas; afirmar y fomentar las relaciones de las universidades latinoamericanas entre sí y de éstas con otras instituciones y organismos culturales, como la UNESCO, el Consejo Interamericano Cultural de la Organización de Estados Americanos, etc.; propender a la orientación, coordinación y en lo posible a la unificación básica de la organización académica y administrativa de la universidades de Latinoamérica, sin perjuicio de conservar e incluso acentuar las diferencias propias del medio en que actúan; organizar el intercambio de profesores, alumnos y materiales de investigación y enseñanza; propender a la implantación y fortalecimiento por todas las universidades latinoamericanas de los principios universitarios de libertad en la investigación y en la cátedra y de plena autonomía; y contribuir a la realización, en el plano internacional, de los ideales de unidad de la América Latina y en el orden nacional de los postulados de organización democrática, de respeto a la dignidad humana y justicia social.

Entre 1940 y 1980 varios países de América Latina experimentaron golpes de Estado que impusieron gobiernos autoritarios que ocasionaron constantes crisis económicas y políticas que trastocaron el ámbito universitario latinoamericano. Como respuesta a la intervención del Estado en la vida universitaria, la UDUALC se pronunció a favor de la defensa de la autonomía, la libertad de cátedra de investigación y condenó a los gobiernos autoritarios. El golpe de Estado dirigido por Estados Unidos en 1954 contra el presidente guatemalteco  Jacobo Árbenz que puso en el poder al coronel  Carlos Castillo Armas, afectó a las universidades de Centroamérica y a otras de América Latina. El apoyo de la comunidad estudiantil a los trabajadores centroamericanos tras las políticas económicas implantadas por la  United Fruit Company desencadenó una ola de represión hacia este sector.

Los gobiernos militares de la década de los cincuenta como el de  Anastasio Somoza en Nicaragua,  Marcos Pérez Jiménez en Venezuela,  Juan Domingo Perón en Argentina y  Getúlio Vargas en Brasil, intervinieron en las universidades por medio del nombramiento de rectores adscritos a su régimen. En esta época la UDUALC se encontraba en una etapa de difícil consolidación; no obstante, fungió como intermediario en el diálogo entablado entre las universidades públicas y privadas latinoamericanas y caribeñas, que discutían en las asambleas generales y en los consejos ejecutivos sobre la autonomía universitaria. 

En la década de 1960, la intervención de los gobiernos dictatoriales en las universidades de Argentina, Brasil, República Dominicana, Ecuador y Perú, ocasionó la aprehensión y encarcelamiento de profesores y estudiantes que se manifestaban en contra de estos gobiernos, de la ocupación militar de universidades públicas –como en Argentina– y de la suspensión de actividades académicas. A partir de 1967 –y hasta la actualidad– la sede de la UDUALC ha sido la Ciudad de México, desde donde emitió una serie de manifiestos en los que condenaba las intervenciones militares en dichas universidades y la detención de su cuerpo docente y estudiantil, quienes se declaraban a favor de la democracia. La UDUALC también participó como órgano receptor de declaraciones y comunicados de las universidades afiliadas y de otros organismos de la región, lo que impulsó la cooperación entre las instituciones educativas. En este sentido, la UDUALC tomó el papel de vigilante permanente de la vida universitaria. 

En los años setenta, los casos de violación a la autonomía universitaria se presentaron en Nicaragua, República Dominicana, Venezuela, Uruguay, El Salvador, Bolivia, Ecuador y Colombia. Casos emblemáticos fueron el chileno y el mexicano. El golpe militar de 1973 en Chile puso en la presidencia al militar  Augusto Pinochet, quien destituyó a varios rectores de las universidades, reemplazándolos por militares y encarcelando a estudiantes. En México, durante los gobiernos de  Gustavo Díaz Ordaz y  Luis Echeverría Álvarez, se dio el  asesinato de estudiantes en 1968 y en  1971. 

Algunos países de Latinoamérica recuperaron su autonomía universitaria a inicios de la década de los ochenta, entre ellos Argentina y Chile. En este periodo se dio también un incremento en la matrícula estudiantil en la mayoría de los países latinoamericanos, una disminución en la gratuidad así como un aumento en el número de universidades privadas. Por su parte, la UDUALC solicitó a los gobiernos nacionales informes sobre la violencia efectuada por parte de los gobiernos militares y pidió la intervención y cooperación de organismos internacionales como la OEA, la UNESCO, el  Sistema Económico Latinoamericano y del Caribe (SELA), la Comisión Económica para América Latina (CEPAL) y la  Organización de las Naciones Unidas (ONU). 

Por otro lado la Declaración de Quito de 1991 forma parte importante dentro de la historia de la UDUALC, pues ahí se planteó la reformulación de sus estatutos con el fin de propiciar el desarrollo subregional y regional y seguir fomentando la integración de América Latina; asimismo, empezó por considerar la incorporación de las tecnologías de la información como apoyo para el desarrollo de la educación ante un escenario de globalización. 

En la agenda de la Unión ha sido de gran importancia la autonomía y la reforma universitaria en términos administrativos y normativos, por tanto, y como homenaje al nonagésimo aniversario de la Reforma de Córdoba de 1918, se designó al 2008 como año de la Reforma Universitaria. En los últimos años, la UDUALC también se ha preocupado por incentivar la investigación y se ha destacado por participar en el debate sobre el ámbito universitario de la región y del mundo, siendo un referente significativo en torno al debate en la búsqueda por la autonomía. 

## Objetivos
Dentro de los objetivos de la UDUALC están el fomentar las relaciones de cooperación entre las universidades latinoamericanas y de éstas con otras instituciones y organismos; impulsar el desarrollo de las estructuras académicas y administrativas de las universidades asociadas; propiciar el intercambio académico de profesores y alumnos; defender la libertad de cátedra, de investigación y la autonomía universitaria; contribuir al desarrollo de una sociedad libre, pacífica y democrática; impulsar a las universidades para que colaboren en el desarrollo social, económico y cultural de América Latina; y, finalmente buscar la integración de la región.

## Actividades
- En su interés por la defensa de la autonomía universitaria creó el Observatorio de la Autonomía Universitaria, ha fortalecido la Comisión de la Defensa de la Autonomía Universitaria, y en mayo de 2011 realizó el Foro Latinoamericano: “La Autonomía Universitaria hoy: Experiencias y desafíos en América Latina y el Caribe”, al que asistieron los rectores o representantes de universidades e instituciones de educación superior.[7]
- La UDUALC otorga el premio “Andrés Bello” para impulsar la investigación científica de la educación superior en América Latina y el Caribe, y los premios “Dr. Carlos Martínez Durán” y “Cátedra Rafael Cordera Campos” para aquellas personas que han contribuido a la integración de la región.
- Principales programas y proyectos: Consejo de Evaluación y Acreditación Internacional (CEAI-UDUALC); Programa Académico de Movilidad Educativa (PAME)
- Espacio Común de la Educación Superior en Línea (ECESELI) aprovecha las tecnologías de la información para la creación de una red internacional de conocimiento.

## RevistaUniversidades
El 15 de abril de 1950 el consejo editorial de la  Universidad Nacional Autónoma de México (UNAM) publicó el primer número de la revista mensual Universidades de América. De acuerdo con Rómulo Rozo Jr., director gerente, la revista tenía como objetivo “establecer un vínculo de fraternidad estudiantil que provenga del mutuo intercambio de las ideas y del conocimiento de vuestras realizaciones obtenidas a una triple conjunción magnífica: juventud, nobleza y espíritu”. Rozo invitaba a la comunidad estudiantil universitaria para que enviará sus colaboraciones, que básicamente, consistían en artículos muy breves de dos o tres páginas sobre personajes destacados de filosofía, arte, política, literatura –poesía y cuentos– y reseñas de libros. Durante su primera década de vida, la editorial se vio precisada a recurrir a una serie de patrocinadores para poder publicar la revista, debido a la difícil situación económica por la que atravesaba el país en aquellos años. Para 1952 uno de los patrocinadores más importantes era Petróleos Mexicanos. 

En ese Rómulo Rozo Jr. anunciaba “hoy, nuestra revista entra a formar parte de la Unión de Universidades Latinoamericanas, convirtiéndose en su órgano periodístico, con el fin de colaborar en esa gran causa en pro de la unificación de las Universidades del continente…”. A partir de esta fecha la revista sería la encargada de publicar toda la información concerniente a las actividades de la UDUALC como congresos, proyectos, actividades académicas universitarias y actividades de la UDUALC y

publicará además amplio material educativo, ya que uno de los fines primordiales de la Unión es reglamentar y armonizar los planes de estudio en los planteles educativos, ser órgano trasmisor de las nuevas teorías educacionales y de ideas tendientes a conformar una idiosincrasia latinoamericana para defensa de nuestra cultura y respaldo de nuestros propios valores.

Ese mismo año la revista Universidades de América cambió su nombre por el de Universidades de Latinoamérica. El secretario general ejecutivo y el presidente de la Unión de Universidades Latinoamericanas, Ing. Guillermo Coto Conde y Dr. Carlos Martínez Durán, anunciaron que esta se convertía en el órgano oficial de la Unión para dar a conocer la producción de los diversos centros de cultura que formaban parte de la organización. A partir de este número, la revista se publicó bimestral o trimestralmente con el objetivo de informar a la comunidad académica sobre las actividades –culturales y académicas– de los centros superiores universitarios asociados a la UDUALC, la autonomía universitaria, planes de estudio, conferencias, en fin, todo lo concerniente con las universidades de Latinoamérica. En 1956 se presentó nuevamente otro cambio en el nombre de la revista, se publicó como Universidades, tal como la conocemos en la actualidad. Desde 1991 se buscó que la revista se enfocara en la problemática de la educación superior en Latinoamérica y que abriera espacios para la discusión en torno al futuro de la universidad y a los problemas que afectaran a las regiones.

Hasta la fecha (2017) se han publicado 69 números de la revista Universidades, mismos que se encuentran digitalizados y pueden ser consultados en línea en la página oficial de la UDUALC. 

## Universidades afiliadas
En la actualidad, a la UDUALC están afiliadas universidades de América Latina y el Caribe y se encuentran divididas, para fines organizativos, en seis regiones. A continuación se muestran por región las principales instituciones de educación superior que se asociaron a la UDUALC.
Región andina
| País      | Universidades |
| --------- | --- |
| Chile     | Universidad de los Lagos (ULAGOS), Universidad de Valparaíso (UV), Universidad Tecnológica Metropolitana (UTEM) |
| Bolivia   | Universidad Gabriel René Moreno (UGRM), Universidad Autónoma “Juan Misael Saracho” (UAJMS), Universidad Autónoma “Tomas Frías” (UATF), Universidad Mayor, Real y Pontificia de San Francisco-Xavier de Chuquisaca                                                            |
| Colombia  | Universidad Colegio Mayor de Cundinamarca (UNICOLMAYOR), Universidad Libre (UNILIBRE), Universidad Nacional de Colombia (UNAL), Universidad Pedagógica Nacional (UPN), Universidad Externado de Colombia, Universidad ECCI (UECCI) Universidad Cooperativa de Colombia (UCC) |
| Ecuador   | Universidad Politécnica Estatal del Carchi (UPEC), Escuela Politécnica Nacional (EPN), Universidad Andina Simón Bolívar (UASB), Universidad Técnica Particular de Loja (UTPL), Universidad de Cuenca.                                                                        |
| Perú      | Pontificia Universidad Católica del Perú, Universidad Andina del Cusco (UANDINA), Universidad de Lima (AULIMA), Universidad Nacional de Ingeniería (UNI) |
| Venezuela | Universidad Central de Venezuela (UCV), Universidad de Carabobo (UC), Universidad de Zulia (LUZ), Universidad de los Andes (ULA) |

Región Brasil
| País   | Universidades            |
| ------ | ------------------------ |
| Brasil | Universidad de São Paulo |

Región Caribe
| País                 | Universidades |
| -------------------- | --- |
| Cuba                 | Universidad de La Habana (UH), Universidad Central “Marta Abreu” de las Villas (UCLV), Instituto Superior Politécnico “José Antonio Echeverría” (CUJAE), Universidad de Camagüey “Ignacio Agramonte y Loynaz” (UC) |
| Jamaica              | The University of the West Indies |
| Haití                | Université d´État d´Haiti |
| Puerto Rico          | Universidad de Puerto Rico |
| República Dominicana | Instituto Tecnológico del Cibao Oriental (ITECO) |

Región Centroamérica
| País        | Universidades |
| ----------- | --- |
| Costa Rica  | Universidad Nacional de Costa Rica (UNA), Universidad de Costa Rica (UCR), Universidad Técnica Nacional (UTN), Tecnológico de Costa Rica (TEC)                        |
| El Salvador | Universidad de El Salvador (UES), Universidad Evangélica de El Salvador, Universidad Francisco Gavidia (UG)                                                           |
| Guatemala   | Universidad de San Carlos de Guatemala (USAC), Universidad Rafael Landívar (URL)                                                                                      |
| Honduras    | Universidad Nacional Autónoma de Honduras (UNAH), Universidad Pedagógica Nacional “Francisco Morazán” (UPNFM)                                                         |
| Nicaragua   | Universidad Centroamericana (UCA), Universidad Nacional Agraria (UNA), Universidad Nacional Autónoma de Nicaragua (UNAN), Universidad Politécnica de Nicaragua (UPOI) |
| Panamá      | Universidad Autónoma de Chiriquí (UNACHI), Universidad Católica Santa María La Antigua (USMA), Universidad de Panamá (UP), Universidad Tecnológica de Panamá (UTP)    |

Región Cono Sur
| País      | Universidades |
| --------- | --- |
| Argentina | Universidad Nacional de Avellaneda (UNDAV), Universidad de Buenos Aires (UBA), Universidad Nacional de Córdoba (UNC), Universidad Nacional de Cuyo (UNCU), Universidad del Nordeste |
| Paraguay  | Universidad Católica “Nuestra Señora de la Asunción” (UC), Universidad Nacional de Asunción (UNA), Universidad Nacional de Villarica del Espíritu Santo (UNVES)                     |
| Uruguay   | Universidad Católica del Uruguay “Dámaso Antonio Larrañaga” (UCU), Universidad de la República, Universidad ORT Uruguay, Universidad Tecnológica del Uruguay (UTEC)                 |

México
| País   | Universidad |
| ------ | --- |
| México | Universidad Nacional Autónoma de México (UNAM), El Colegio de México, Instituto Politécnico Nacional, Universidad Mundial, Universidad de Guanajuato (UG) |

## Acuerdos, MOU's y convenios de colaboración
Además de las universidades afiliadas, la UDUALC ha firmado acuerdos, memorandos de entendimiento y convenio con diversas instituciones y organismos multilaterales. 
- Asociación Internacional de Universidades (IAU)
- Virtual Educa
- Instituto Latinoamericano de la Comunicación Educativa (ILCE)
- Organización de las Naciones Unidas para la Educación, la Ciencia y la Cultura (UNESCO)
- Instituto Internacional para la Educación Superior en América Latina y el Caribe (IESALC)
- Instituto Interamericano de Cooperación para la Agricultura (IICA)
- Unión de Naciones Suramericanas (UNASUR)
- Comisión Económica para América Latina y el Caribe (CEPAL)
- Programa de las Naciones Unidas para el Desarrollo (PNUD)
- Organización de Estados Americanos (OEA)
- Organización de las Naciones Unidas para la Alimentación y la Agricultura
- Organización Panamericana de la Salud (OPS)
- Facultad Latinoamericana de Ciencias Sociales (FLACSO)
- Corporación Andina de Fomento
- Centro Internacional de Estudios Superiores de Comunicación para América Latina (CIESPAL)

## Estructura organizativa actual
La UDUALC está conformada actualmente por miembros de distintas universidades de las diferentes regiones de América Latina.
| Cargo                                                  | Nombre | Universidad/País |
| ------------------------------------------------------ | --- | --- |
| Presidente                                             | Dra. Dolly Montoya Castaño | Universidad Nacional de Colombia Colombia |
| Secretario General                                     | Dr. Roberto Escalante Semerena | Universidad Nacional Autónoma de México México |
| Primer Vicepresidente                                  | Ing. Jorge Calzoni | Universidad Nacional de Avellaneda Argentina |
| Vicepresidentes Regionales y de Organizaciones y Redes | Dr. Marcial Antonio Rubio Correa, Dr. Fernando Sempértegui Ontameda, Dr. José Modesto dos Passos Subrihno, Dra. Roselane Neckel, Dr. Ángel Hernández C., Dr. Gustavo Cobreiro Suárez, Mgtr. Etelvina de Bonagas, Dr. Rogelio Pizzi, Mtro. Itzcóatl Tonatiuh Bravo Padilla, Mtro. Humberto Augusto Veras Godoy | Pontificia Universidad Católica del Perú Perú, Universidad Central de Ecuador Ecuador, Universidade Federal da Integração Latino- Americana Brasil, Universidade Federal de Santa Catarina Brasil, Universidad Abierta para adultos, Universidad de La Habana Cuba, Universidad Autónoma de Chiriquí Panamá, Universidad de Córdoba Argentina, Universidad de Guadalajara México, Universidad Autónoma del Estado de Hidalgo México |
| Organización de redes                                  | Profra. Rossana Valéria de Souza e Silva | Grupo Coimbra de Universidades Brasileñas Brasil |
| Vocales de Cooperación y Estudio                       | Dra. Sara Deifilia Ladrón de Guevara González, Dr. Juan Euilogio Guerra Lier | Universidad Veracruzana, Universidad Autónoma de Sinaloa México |